# SpeedHeads
SpeedHeads je hrvatski glazbeni sastav. Dolazi iz Splita.

## Povijest
Osnovani su 2016. godine. Debitirali su na singlu Kreše Bengalke Repetiram te nakon toga i na Krešinom albumu Split ZOO (na tom albumu još gostuju Vojko V, Vuk Oreb, Žuvi, Stipe Srdela, Batman 3000, Žuky Brate). Svoj prvi album Pozitiva i nasilje objavili su 1. veljače 2019. godine. U pripremi je album Točka na i. 26. kolovoza 2020. objavila je spot za pjesmu Ijače s tog albuma. Sastav SpeedHeadsa čine Krešo Bengalka, Antonio Makinja i Slobo Indijanac

## Diskografija
- Pozitiva i nasilje, 2019.

## Članovi
Članovi su Krešo Bengalka, Antonio Makinja i Slobo Indijanac.

## Vanjske poveznice
- Facebook
- YouTube
- Instagram